# Râul Strâmbu, Sălătruc
Râul Strâmbu este un curs de apă, afluent al râului Sălătruc. 

## Hărți
- Harta județului Cluj